# Nokona coreana
Nokona coreana is een vlinder uit de familie wespvlinders (Sesiidae), onderfamilie Sesiinae.
De wetenschappelijke naam van de soort werd voor het eerst geldig gepubliceerd door Toševski & Arita in 1993. De soort wordt wel in het ondergeslacht Nokona geplaatst.
Deze soort komt voor in het Palearctisch gebied.